# Кусино
Ку́сино — деревня в Киришском районе Ленинградской области, административный центр Кусинского сельского поселения.

## История
Впервые упоминается в Писцовой книге Водской пятины 1500 года как сельцо Кусыня на усть речки Кусыни на Тигоде в Солецком на Волхове погосте Новгородского уезда.
На карте Санкт-Петербургской губернии Ф. Ф. Шуберта 1834 года упоминается деревня Кусина, состоящая из 32 крестьянских дворов.

КУСИНА — деревня принадлежит тайной советнице Тучковой, число жителей по ревизии: 121 м. п., 121 ж. п. (1838 год)

КУСИНО — деревня госпожи Тучковой, по просёлочной дороге, число дворов — 28, число душ — 87 м. п. (1856 год)

КУСИНО — деревня владельческая при реке Кусине, число дворов — 33, число жителей: 96 м. п., 112 ж. п. (1862 год)

Согласно материалам по статистике народного хозяйства Новоладожского уезда 1891 года пустошь Кусино принадлежала действительному статскому советнику В. И. Озерову.
Согласно епархиальным сведениям 1899 года деревня относилась к приходу Покровской (Николаевская, св. Василия) церкви в селе Тигода.
В конце XIX — начале XX века деревня административно относилась к Тигодской волости 5-го земского участка 1-го стана Новоладожского уезда Санкт-Петербургской губернии.
По данным «Памятной книжки Санкт-Петербургской губернии» за 1905 год деревня Кусино входила в состав Мелеховского сельского общества.

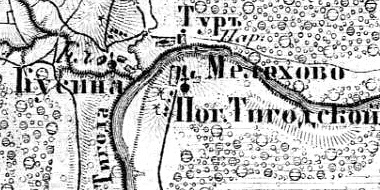
Деревня Кусино на карте 1915 года

Согласно карте Петроградской и Новгородской губерний 1915 года деревня называлась Кусина, в центре деревни находилась часовня, к северу от деревни — ветряная мельница.
С 1917 по 1919 год деревня Кусино входила в состав Кусинского сельсовета Тигодской волости Новоладожского уезда.
С 1920 года в составе Березовского сельсовета Тигодской волости Волховского уезда.
Согласно данным переписи населения СССР 1926 года в деревне Кусино Берёзовского сельсовета Тигодской волости Волховского уезда проживали 230 человек — все русские.
С февраля 1927 года в составе Глажевской волости. С августа 1927 года, в составе Чудовского района.
С 1928 года в составе Турского сельсовета.
С 1930 года в составе Андреевского района.
С 1931 года в составе Киришского района.
Согласно карте Ленинградской области Северо-западного аэрогеодезического треста ГГУ издания 1932 года деревня насчитывала 20 крестьянских дворов.
По данным 1933 года деревня Кусино входила в состав Туровского сельсовета Киришского района.

План деревни Кусино. 1937 год

Согласно топографической карте РККА 1937 года деревня насчитывала 40 крестьянских дворов.
Согласно переписи населения СССР 1939 года в деревне Кусино проживали 74 мужчины и 90 женщин, всего 164 человека.
В 1940 году население деревни Кусино также составляло 164 человека.
C 1 октября 1941 года по 31 декабря 1943 года деревня находилась в оккупации.
С 1963 года в составе Волховского района.
С 1965 года вновь в составе Киришского района. В 1965 году население деревни Кусино составляло 98 человек.
По данным 1966 и 1973 годов деревня Кусино являлась административным центром Турского сельсовета. В деревне находилась центральная усадьба совхоза «Березовский».
По данным 1990 года деревня Кусино являлась административным центром Кусинского сельсовета, в который входили 10 населённых пунктов, общей численностью населения 1132 человек. В самой деревне проживали 860 человек.
В 1997 году в деревне Кусино Кусинской волости проживали 854 человека, в 2002 году — 836 (русские — 94 %).
С 1 января 2006 года в соответствии с областным законом № 49-оз от 1 сентября 2004 года «Об установлении границ и наделении соответствующим статусом муниципального образования Киришский муниципальный район и муниципальных образований в его составе» деревня Кусино является административным центром Кусинского сельского поселения.
В 2007 году в деревне Кусино Кусинского СП проживали 852 человека, в 2010 году — 868.

## География
Деревня находится в юго-западной части района на автодороге 41А-006 (Зуево — Новая Ладога).
Расстояние до районного центра — 22 км.
Расстояние до ближайшей железнодорожной станции Тигода — 2,5 км.
Деревня находится на левом берегу реки Тигода.

## Демография
| 1862 | 2007 | 2010 | 2017 |
| ---- | ---- | ---- | ---- |
| 208  | ↗852 | ↗868 | ↘776 |

### Национальный состав
Согласно данным Всероссийской переписи населения 2021 года в деревне проживали 717 человек, из них:
 русские — 667, белорусы — 11, украинцы — 4, башкиры — 3, мордва — 3, армяне — 2, немцы — 2, таджики — 2, коми — 1, молдаване — 1, татары — 1, узбеки — 1,  другие национальности — 8 человек, остальные национальность не указали.

## Религия
- Часовня иконы Божией Матери «Благодатное небо», 2016 года постройки, деревянная, действующая[29]

## Улицы
Волна-1, Волна-2, Волна-3, Волна-4, Луговая, Набережная, Новая, Промышленная, Цветочная, Центральная, Школьная.